# Rosa García-Malea López
Rosa María García-Malea López (Almería, 1981) es una aviadora española, así como la primera mujer que consiguió ser piloto de caza del Ejército del Aire y entrar a formar parte de la Patrulla Águila.

## Biografía
Estudió Arquitectura Técnica, Idiomas y Ciencias Químicas en Granada. Opositó a la Escala Superior de Oficiales del Cuerpo General del Ejército y con solo 21 años superó las pruebas, incorporándose a la Academia General del Aire de San Javier (Murcia). En abril de 2004 estuvo comisionada en la base aérea Colorado Springs (Estados Unidos). A los 25 años, realizó un curso de caza y ataque en la base aérea de Talavera la Real (Badajoz) y se convirtió en la primera piloto de caza del Ejército español en pilotar un F5.
En 2007, incorporada al Ala 15 de la Base Aérea de Zaragoza, logró otro hito: ser la primera mujer española en volar un F18. Ha participado en misiones internacionales, como el Red Flag en Las Vegas (EE. UU.) y en la Guerra de Libia, por la que recibió una medalla. Además obtuvo la más alta cualificación en el Programa Táctico de Liderazgo de la OTAN. 

Ya como instructora de vuelo, se incorporó en 2012 a la Academia General del Aire de San Javier. A los 36 años accedió a la Patrulla Águila, a la que pertenece desde 2017, actualmente con el empleo de comandante.
"A mi abuelo no le hacía ninguna gracia que su nieta estuviera en el Ejército. Le pasaba como a muchos españoles, que lo asociaba a una época de nuestra historia demasiado reciente...". 

## Premios y reconocimientos
- Medalla por participar en la guerra de Libia.[1]
- Estrella de la Comunidad de Madrid.[1]
- Pregonera fiestas de Almería en el 2018.[8][9]
- Medalla de Andalucía 2018.[10]

- Datos: Q54861142

1. 1 2 3 4  «La piloto almeriense Rosa María García-Malea, Medalla de Andalucía». Consultado el 24 de octubre de 2021.
2. ↑  ««No tengo problemas éticos para entrar en combate», afirma la primera piloto de F18». La Verdad. 5 de julio de 2007. Consultado el 24 de octubre de 2021.
3. ↑  Montero, Mai (7 de abril de 2017). «Rosa García-Malea se lanza a las acrobacias». El País. ISSN 1134-6582. Consultado el 24 de octubre de 2021.
4. ↑  «Integración en IGUALDAD.».
5. ↑  COPE.ES (20 de septiembre de 2018). «Así es la primera mujer española en volar un F5 un F18 y en la Patrulla Águila». COPE. Consultado el 24 de octubre de 2021.
6. ↑  «Rosa María García-Malea López». historiamujeres.es. Consultado el 24 de octubre de 2021.
7. ↑  «Rosa García-Malea: "Compañerismo es poner tu vida en las manos de otro"». Expansión.com. 12 de octubre de 2017. Consultado el 24 de octubre de 2021.
8. ↑  «La piloto Rosa María García-Malea dibujó en el aire el pregón de la Feria de Almería». ALMERÍA HOY. Consultado el 24 de octubre de 2021.
9. ↑  «Rosa María García-Malea: "Me ha costado llegar a ser piloto lo mismo que a mis compañeros"». www.lavozdealmeria.com. Consultado el 24 de octubre de 2021.
10. ↑  Rosa García Malea, Medalla de Andalucía, consultado el 24 de octubre de 2021.